# Xuchiatipa
Xuchiatipa es una localidad de México localizada en el municipio de Tlahuiltepa en el estado de Hidalgo.

## Geografía
Se encuentra en la región geográfica de la Sierra Alta. Le corresponden las coordenadas geográficas 20° 01’ 11.928” de latitud norte y 98° 57’ 05.932” de longitud oeste, con una altitud de 1019 m s. n. m. Cuenta con un clima cálido subhúmedo con lluvias en verano, de menor humedad.
En cuanto a fisiografía se encuentra en la provincia de la Sierra Madre Oriental, dentro de la subprovincia del Carso Huasteco; su terreno es de sierra. En lo que respecta a la hidrografía se encuentra posicionado en la región del Pánuco, dentro de la cuenca del río Moctezuma, y en la subcuenca del río Amajac.

## Demografía
En 2020 registró una población de 598 personas, lo que corresponde al 6.58 % de la población municipal. De los cuales 289 son hombres y 309 son mujeres.
| Gráfica de evolución demográfica de Xuchiatipa entre 1921 y 2020                             |
|                                                                                              |
| Población de los censos y conteos del Instituto Nacional de Estadística y Geografía (INEGI). |